# Grande-Rivière-du-Nord
Grande-Rivière-du-Nord este o comună din arondismentul Grande-Rivière-du-Nord, departamentul Nord, Haiti, cu o suprafață de 128,15 km2 și o populație de 37.614 locuitori (2009).